# Chiesa di Santo Stefano (Terenzo)
La chiesa di Santo Stefano è un luogo di culto cattolico dalle forme tardo-romaniche e neoclassiche situato in strada della Posta 20 a Terenzo, in provincia e diocesi di Parma; è sede di una parrocchia compresa nella zona pastorale della Montagna.

## Storia
L'originario luogo di culto fu edificato prima del XII secolo; la più antica testimonianza della sua esistenza risale al 1141, quando la cappella fu citata in una bolla del papa Innocenzo II tra i beni appartenenti al Capitolo della Cattedrale di Parma.
In seguito la chiesa fu assegnata alla vicina pieve di Santa Maria Assunta a Bardone.
Nel 1294 una catastrofica frana rase quasi completamente al suolo il borgo di Terenzo, distruggendo anche il tempio medievale.
Nel 1333 il re Giovanni I di Boemia percorrendo la Via Francigena sostò nel villaggio insieme al figlio Carlo, che nella notte del 15 agosto, festa dell'Assunta, fece un terribile sogno premonitore; nel 1355 Carlo, nel frattempo divenuto imperatore del Sacro Romano Impero, si ricordò della sconvolgente visione e ordinò la costruzione di una cappella dedicata a santa Maria degli Angeli sul luogo dell'antica chiesa distrutta, ricevendone l'approvazione da parte del vescovo di Parma Ugolino de' Rossi.
Accanto alla Cappella Imperiale nel 1494 fu eretta la nuova chiesa di Santo Stefano in forme tardo-romaniche.
La cappella di Santa Maria degli Angeli scomparve nel XVII secolo, mentre la chiesa, caduta in profondo degrado, fu quasi completamente ricostruita nel 1789 in semplici forme neoclassiche, mantenendo soltanto il campanile del precedente edificio.

## Descrizione

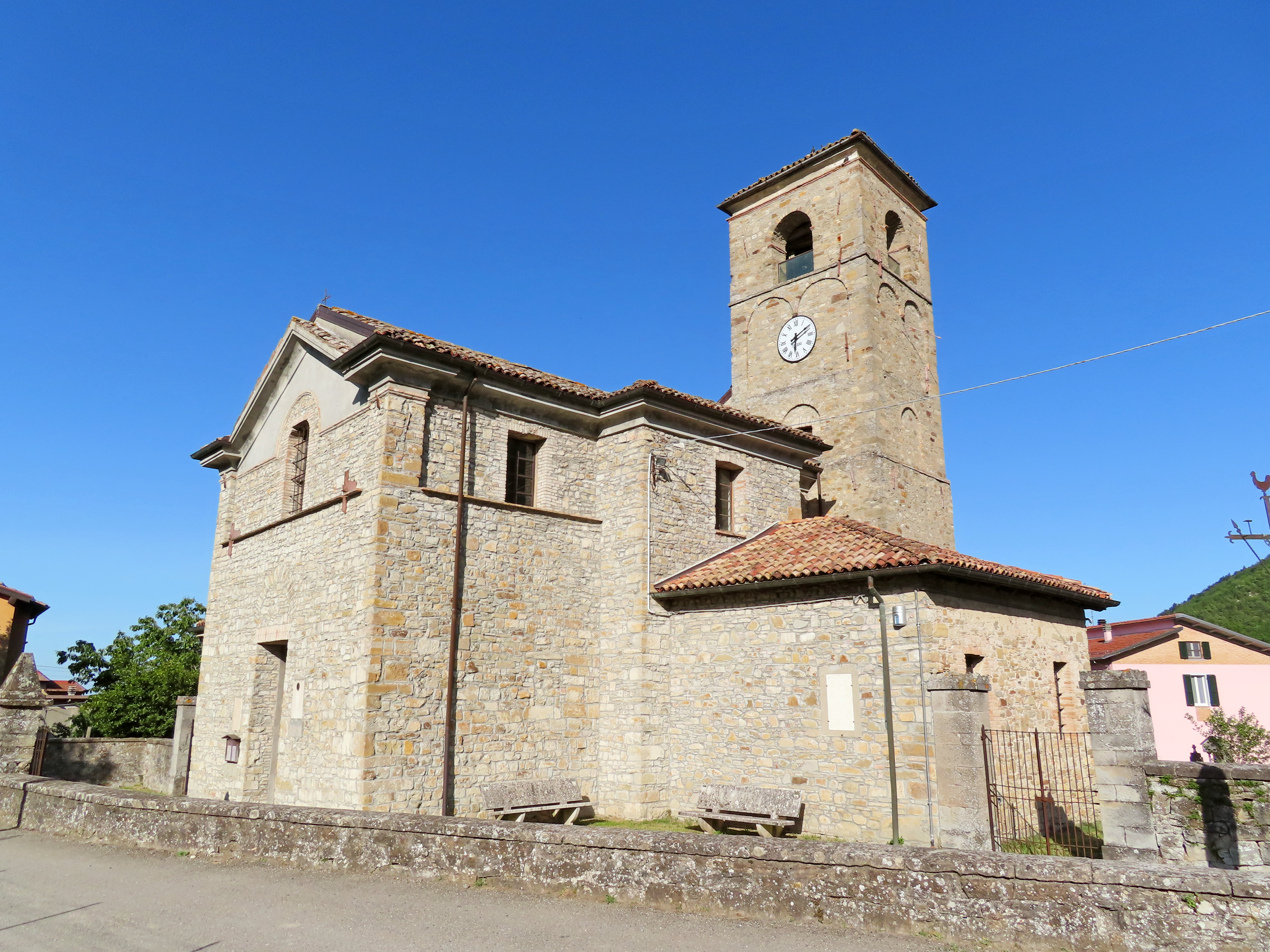
Facciata e lato sud

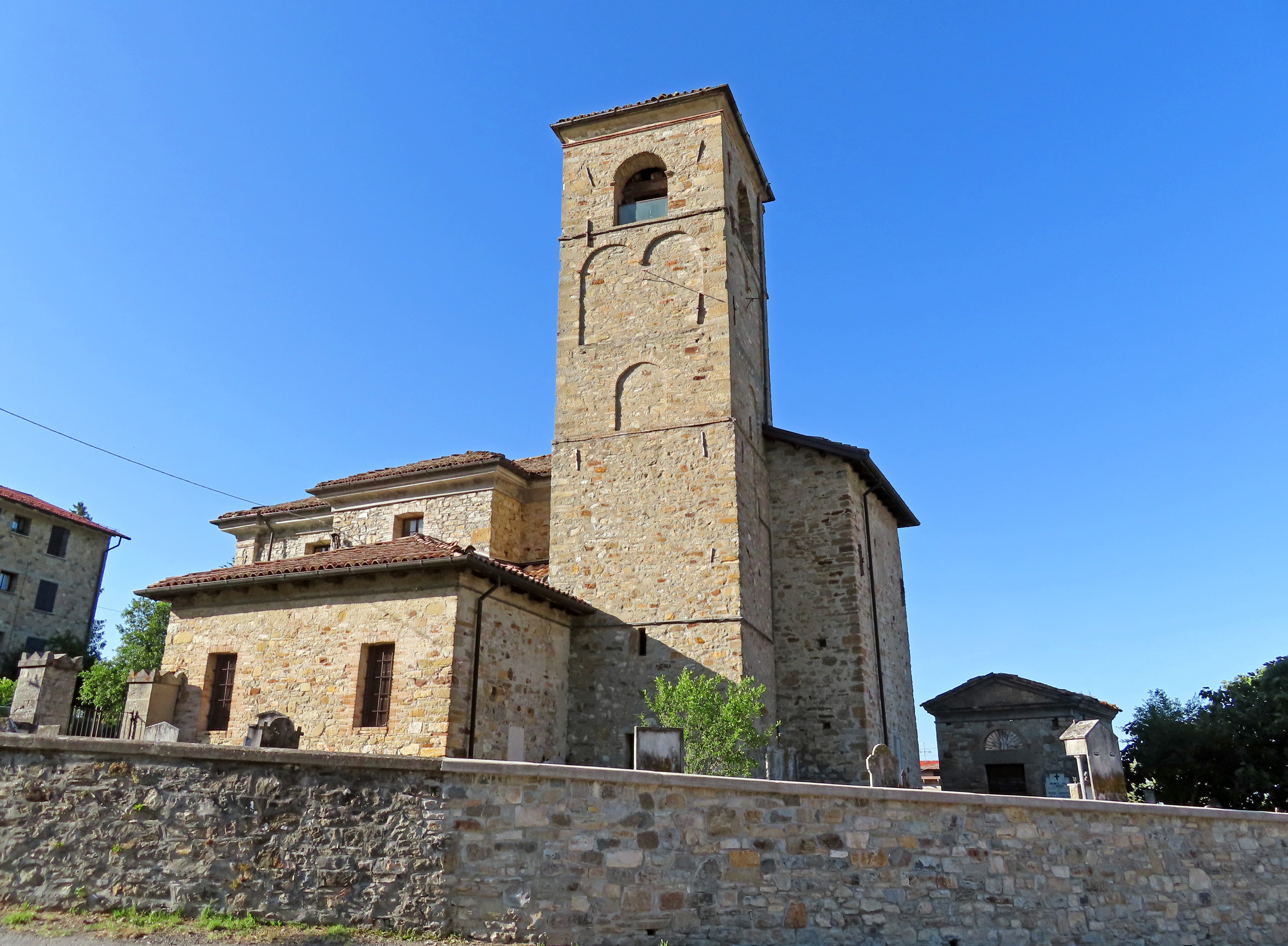
Retro e lato sud

La chiesa si articola su un impianto a navata unica affiancata da due cappelle laterali; anteriormente si sviluppa il piccolo sagrato ove è collocato un monumento in pietra e ferro battuto intitolato alla passione di Cristo, mentre sul retro si estende l'antico cimitero con la piccola cappella neoclassica.
La simmetrica facciata a capanna, quasi interamente rivestita in pietra come il resto dell'edificio, è suddivisa orizzontalmente in due parti da una sottile cornice in laterizio; inferiormente si apre al centro il semplice portale d'ingresso, mentre superiormente una leggera rientranza delimitata da due paraste alle estremità inquadra un'ampia finestra nel mezzo, che spezza con l'arco a tutto sesto di coronamento la lieve fascia orizzontale in mattoni posta in sommità; il profilo superiore a capanna è sottolineato infine dal cornicione modanato in aggetto.

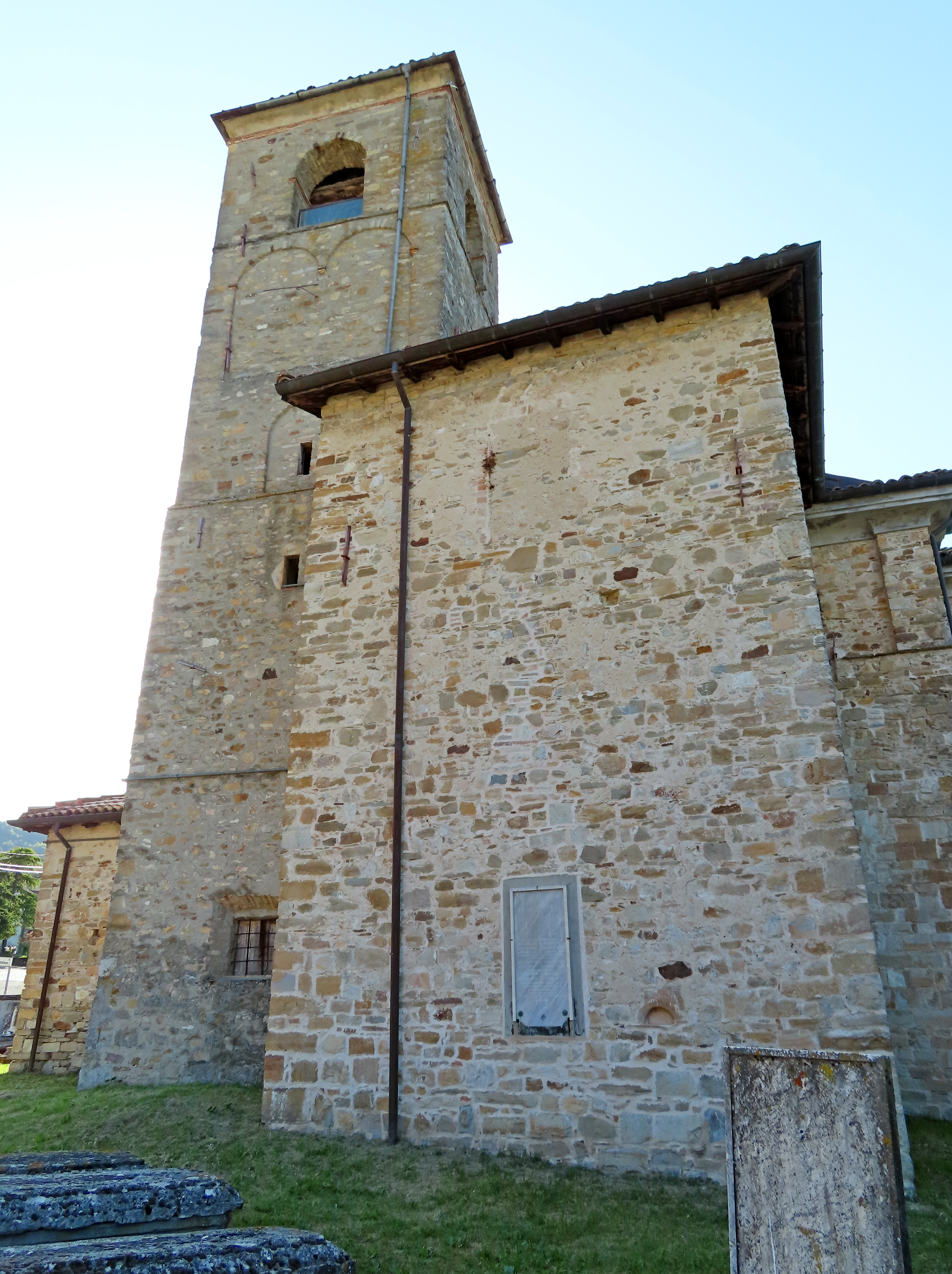
Retro

Sul retro si innalza accanto alla zona absidale a pianta rettangolare l'alto campanile quattrocentesco in pietra, in stile tardo-romanico; la torre è caratterizzata dalla presenza nella zona superiore di ampie nicchie a tutto sesto poste su due livelli, una delle quali accoglie lo gnomone in ferro dell'antica meridiana oggi perduta; più in alto la cella campanaria si affaccia sui quattro lati con aperture ad arco a tutto sesto.
All'interno la chiesa ospita alcune opere di pregio, tra cui la pala d'altare del Martirio di santo Stefano, risalente alla fine del XVII secolo, e i dipinti raffiguranti la Madonna col Bambino e san Bernardino da Siena, di anonimo settecentesco, e il Sacro Cuore di Gesù e putti con eucaristia, realizzato da Giuseppe Peroni intorno al 1770, oltre a una pianeta e una tunicella seicentesche.
Il luogo di culto conserva inoltre la campana del 1365 proveniente dallo scomparso xenodochio per pellegrini e zoppi fondato da Gerardo o Gherardo Zily.

### Croce astile
La Cappella Imperiale in origine e la chiesa di Santo Stefano in seguito ospitarono a lungo una pregevole croce astile romanica in rame e bronzo dorato, risalente alla prima metà del XII secolo; donata dall'imperatore Carlo IV, l'opera è oggi conservata nel museo diocesano di Parma.
L'oggetto è costituito da due parti distinte (croce e Crocifisso), unite con chiodi battuti.
La croce piatta è decorata su entrambe le facce con incisioni a bulino, che disegnano una cornice frastagliata lungo i contorni; anteriormente, appaiono inoltre le figure di Adamo alla base e della Madonna e di san Giovanni evangelista sui due bracci; posteriormente al centro è posto un ampio clipeo con l'Agnello vittorioso, mentre sulle estremità sono raffigurati i simboli dei quattro evangelisti.
Il Crocifisso, inciso anch'esso a bulino, è caratterizzato dalla presenza alla base di una testa mostruosa, forse di un serpente, su cui poggiano i piedi di Gesù.
La croce astile conserva infine l'originaria spina dorata, utilizzata per fissare la struttura all'asta processionale.